# Sayuri Yoshinaga
Sayuri Yoshinaga (吉永小百合, Yoshinaga Sayuri) est une actrice japonaise née le 13 mars 1945 à Tokyo au Japon. Elle gagne quatre Japan Academy Prize dans la catégorie meilleure actrice, plus qu'aucune autre actrice.

## Biographie

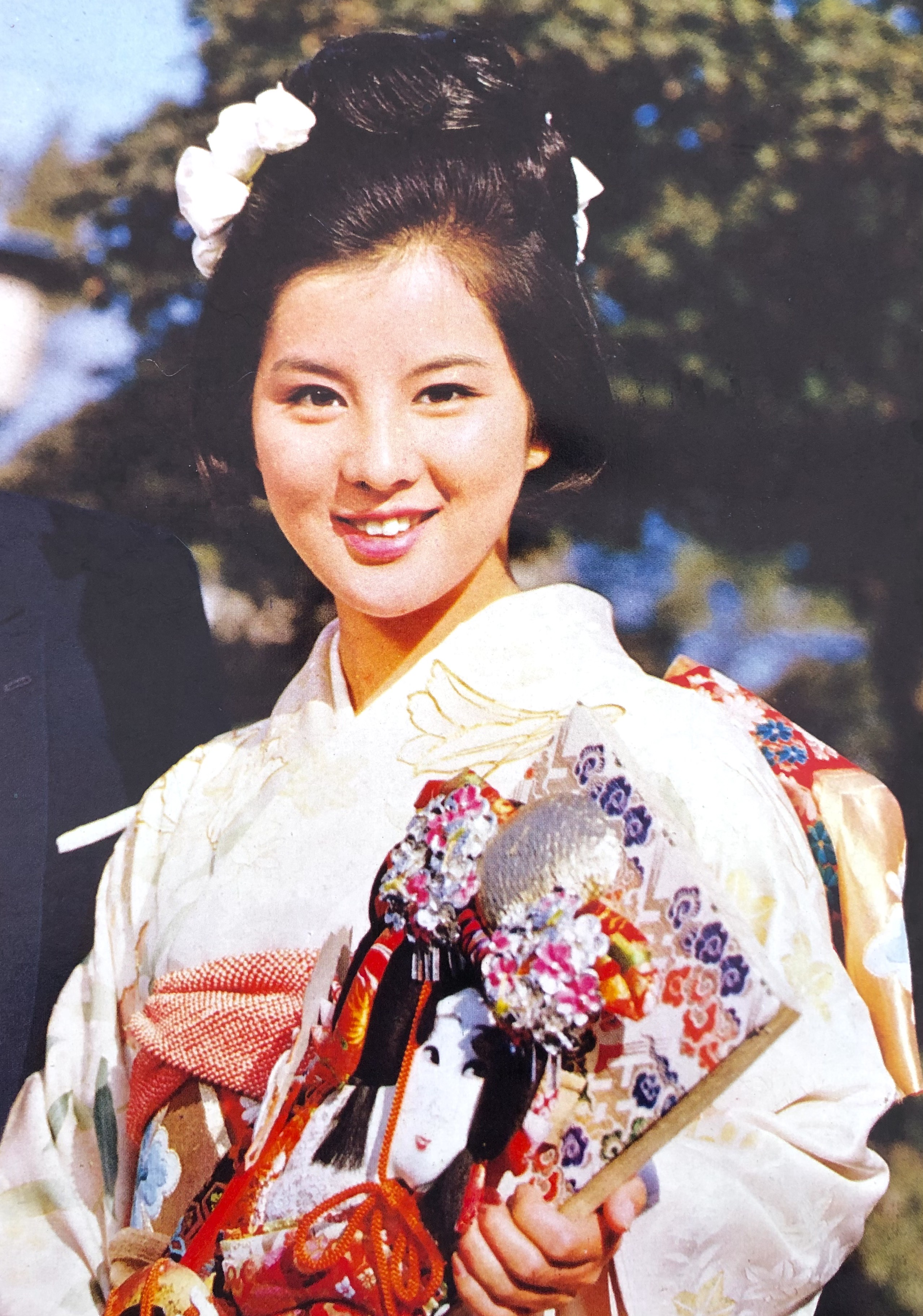
Sayuri Yoshinaga en 1965.

Sayuri Yoshinaga fait ses études à l'université Waseda.
Elle a tourné dans plus de 120 films depuis 1959.

## Filmographie partielle

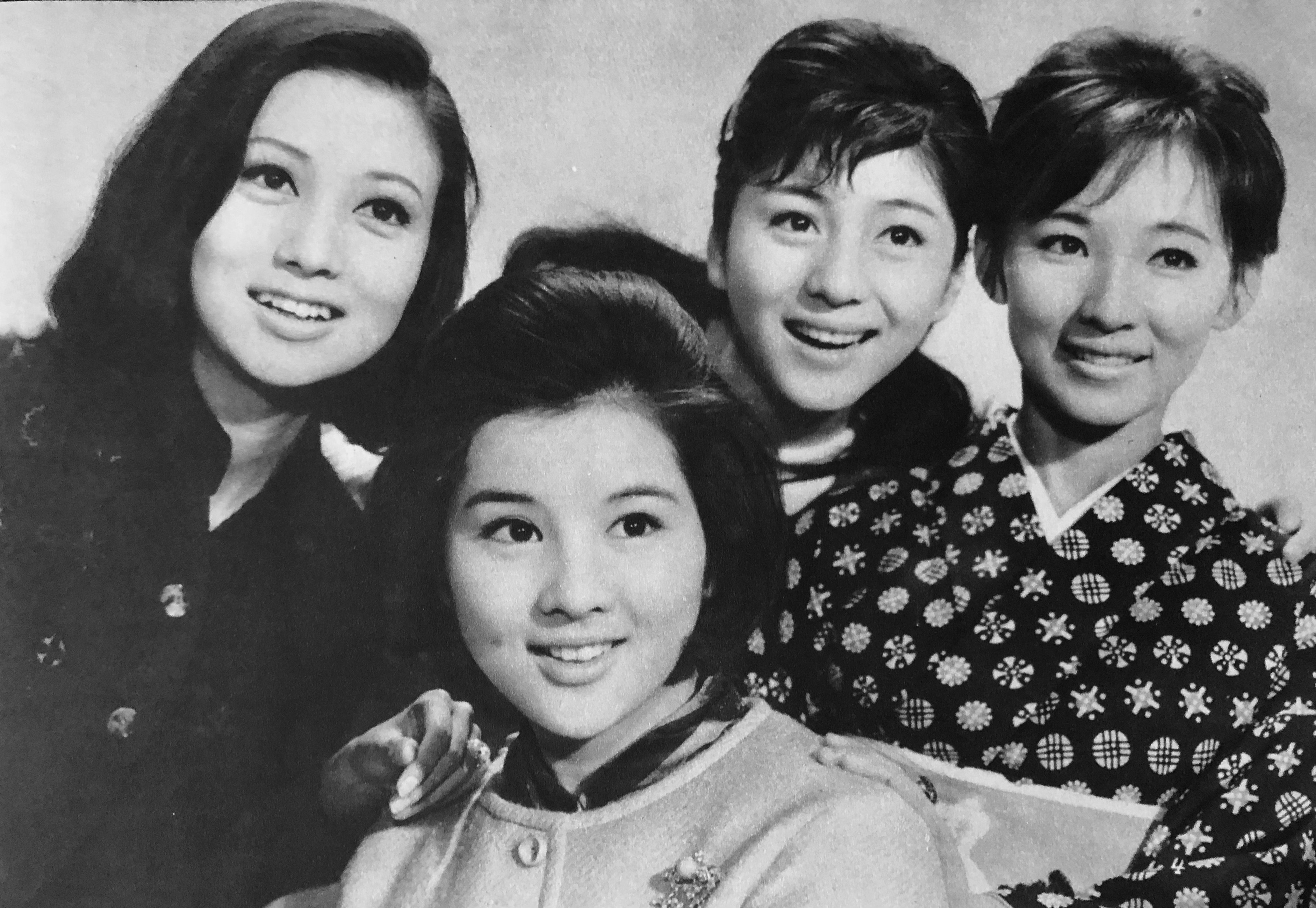
Ruriko Asaoka, Sayuri Yoshinaga, Masako Izumi et Izumi Ashikawa dans Wakakusa monogatari (1964).

### Années 1960
- 1960 : On devient tous fous (すべてが狂ってる, Subete ga kurutteru?) de Seijun Suzuki : Noriko
- 1960 : Shippū kozō (疾風小僧?) de Katsumi Nishikawa
- 1961 : Profession vaurien (ろくでなし稼業, Rokudenashi kagyo?) de Buichi Saitō : Sumiko
- 1961 : Kono wakasa aru kagiri (この若さある限り?) de Koreyoshi Kurahara : Ryōko Kawanami
- 1961 : Kusa wo karu musume (草を刈る娘?) de Katsumi Nishikawa : Moyoko
- 1961 : Lui et moi (あいつと私, Aitsu to watashi?) de Kō Nakahira
- 1961 : Taiyō wa kurutteru (太陽は狂ってる?) de Toshio Masuda
- 1962 : La Ville des coupoles (キューポラがある街, Kyupora no aru machi?) de Kirio Urayama : Jun
- 1962 : Akai tsubomi to shiroi hana (赤い蕾と白い花?) de Katsumi Nishikawa : Tomiko Iwabuchi
- 1962 : Wakai hito (若い人?) de Katsumi Nishikawa : Keiko Enami
- 1962 : Kiri no yoru no otoko (霧の夜の男?) d'Akinori Matsuo
- 1962 : Hoshi no hitomi o motsu otoko (星の瞳をもつ男?) de Katsumi Nishikawa
- 1962 : Hitoribotchi no futari daga (ひとりぼっちの二人だが?) de Toshio Masuda : Yuki Tajima
- 1963 : Aoi sanmyaku (青い山脈?) de Katsumi Nishikawa : Shinko Terazawa
- 1963 : L'Innocence outragée (泥だらけの純情, Dorodarake no junjō?) de Kō Nakahira : Mami Yokoyama
- 1963 : Ame no naka ni kiete (雨の中に消えて?) de Katsumi Nishikawa : Ayako Kawaji
- 1963 : La Danseuse d'Izu (伊豆の踊子, Izu no odoriko?) de Katsumi Nishikawa : Kaoru, une danseuse / une étudiante (2 rôles)
- 1963 : Wakai Tōkyō no yane no shita (若い東京の屋根の下?) de Buichi Saitō : Fukiko Kuwano
- 1963 : La Mer étincelante (光る海, Hikaru umi?) de Kō Nakahira : Mieko Ishida
- 1963 : Ore no senaka ni hi ga ataru (俺の背中に陽が当たる?) de Kō Nakahira
- 1964 : Kon'nichiwa akachan (こんにちは赤ちゃん?) de Motomu Ida : Keiko Udagawa
- 1964 : Kikyō (帰郷?) de Katsumi Nishikawa : Tomoko Moriya
- 1964 : Ai to shi o mitsumete (愛と死をみつめて?) de Buichi Saitō
- 1964 : Wakakusa monogatari (若草物語?) de Kenjirō Morinaga
- 1965 : Ashita wa sakō hana sakō (明日は咲こう花咲こう?) de Mitsuo Ezaki : Hiroko Kohiyama
- 1965 : Yottsu no koi no monogatari (四つの恋の物語?) de Katsumi Nishikawa : Miyako Misawa
- 1966 : Watashi, chigatteiru kashira (私、違っているかしら?) d'Akinori Matsuo : Katsura Shiraishi
- 1966 : Cœur de Hiroshima (愛と死の記録, Ai to shi no kiroku?) de Koreyoshi Kurahara
- 1967 : Koi no highway (恋のハイウエイ?) de Buichi Saitō : Wakaba Kaji
- 1967 : Kimi ga seishun no toki (君が青春のとき?) de Buichi Saitō : Kaori
- 1967 : Shayō no omokage (斜陽のおもかげ?) de Kōsei Saitō : Machiko Kita
- 1967 : Kimi wa koibito (君は恋人?) de Buichi Saitō : Yuri Yoshinaga
- 1968 : Ā himeyuri no tō (あゝひめゆりの塔?) de Toshio Masuda : Kazuko Yonamine
- 1968 : Hana no koibitotachi (花の恋人たち?) de Buichi Saitō : Misao Rōyama
- 1969 : Hana hiraku musume tachi (花ひらく娘たち?) de Buichi Saitō : Tamiko Kakizaki
- 1969 : Arashi no yūshatachi (嵐の勇者たち?) de Toshio Masuda

### Années 1970
- 1970 : Kaze no bojo (風の慕情?) de Noboru Nakamura
- 1970 : La Fin du Bakufu (幕末, Bakumatsu?) de Daisuke Itō : Oryo
- 1971 : La Guerre et les Hommes II (戦争と人間 第二部 愛と悲しみの山河, Sensō to ningen II: Ai to kanashimino sanga?) de Satsuo Yamamoto : Junko Godai
- 1972 : C'est dur d'être un homme : Mon cher quartier (男はつらいよ 柴又慕情, Otoko wa tsurai yo: Shibamata bojō?) de Yōji Yamada : Utako
- 1973 : La Guerre et les Hommes III (戦争と人間 第三部 完結篇, Sensō to ningen III: Kanketsuhen?) de Satsuo Yamamoto : Junko Godai
- 1974 : C'est dur d'être un homme : La Maladie d'amour (男はつらいよ 寅次郎恋やつれ, Otoko wa tsurai yo: Torajirō koiyatsure?) de Yōji Yamada : Utako
- 1975 : La Porte de la jeunesse (青春の門, Seishun no mon?) de Kirio Urayama : la belle-mère de Shinsuke
- 1978 : Le Mois d'août sans empereur (皇帝のいない八月, Kōtei no inai hachigatsu?) de Satsuo Yamamoto : Kyoko
- 1979 : Taro, l'enfant dragon (龍の子太郎, Tatsu no ko Tarō?) de Kirio Urayama : Tatsuya (voix)
- 1979 : Shōdō satsujin: Musuko yo (衝動殺人 息子よ?) de Keisuke Kinoshita : Yasuko Shibata

### Années 1980
- 1980 : Dōran (動乱?) de Shirō Moritani : Kaoru Mizoguchi
- 1982 : Kaikyō (海峡?) de Shirō Moritani : Tae Makimura
- 1983 : Les Quatre Sœurs Makioka (細雪, Sasame-yuki?) de Kon Ichikawa : Yukiko Makioka
- 1984 : Tengoku no eki (天国の駅?) de Masanobu Deme : Kayo Hayashiba
- 1984 : Ohan (おはん, Ohan?) de Kon Ichikawa : Ohan
- 1985 : Yumechiyo (夢千代日記, Yumechiyo nikki?) de Kirio Urayama : Sachiko Nagai, Yumechiyo
- 1986 : Genkai tsurezure-bushi (玄海つれづれ節?) de Masanobu Deme : Kayo Hayashiba
- 1987 : L'Actrice (映画女優, Eiga joyū?) de Kon Ichikawa : Kinuyo Tanaka
- 1988 : La Grue (つる 鶴, Tsuru?) de Kon Ichikawa : Tsuru
- 1988 : Hana no ran (華の乱?) de Kinji Fukasaku : Akiko Yosano

### Années 1990
- 1992 : Gekashitsu (外科室?) de Bandō Tamasaburō V : comtesse Takafune
- 1992 : Tengoku no taizai (天国の大罪?) de Toshio Masuda : Ryoko Kinuhata
- 1993 : Yume no onna (夢の女?) de Bandō Tamasaburō V : Onami
- 1994 : Onna-zakari (女ざかり?) de Nobuhiko Ōbayashi : Yumiko Minami
- 1996 : Kiri no shigosen (霧の子午線?) de Masanobu Deme : Yae Sawada
- 1998 : Shigure no ki (時雨の記?) de Shin'ichirō Sawai : Tae Horikawa

### Années 2000
- 2000 : Nagasaki burabura bushi (長崎ぶらぶら節?) de Yukio Fukamachi : Aihachi
- 2001 : Sennen no koi: Hikaru Genji monogatari (千年の恋 ひかる源氏物語?) de Tonkō Horikawa (ja)
- 2005 : Kita no zeronen (北の零年?) d'Isao Yukisada : Shino Komatsubara
- 2008 : Kabei, notre mère (母べえ, Kābē?) de Yōji Yamada : Kayo Nogami
- 2008 : Maboroshi no yamataikoku (まぼろしの邪馬台国?) de Yukihiko Tsutsumi : Kazuko Miyazaki
- 2010 : Otōto (おとうと?) de Yōji Yamada : Ginko
- 2012 : Kita no kanaria-tachi (北のカナリアたち?) de Junji Sakamoto : Haru
- 2014 : Fushigi na misaki no monogatari (ふしぎな岬の物語?) d'Izuru Narushima : Etsuko
- 2015 : Nagasaki : Mémoires de mon fils (母と暮せば, Haha to Kuraseba?) de Yōji Yamada : Nobuko Fukuhara
- 2015 : Haha to kuraseba (母と暮せば?) de Yōji Yamada : Nobuko Fukuhara
- 2018 : Kita no sakuramori (北の桜守?) de Yōjirō Takita : Tetsu Ezure
- 2019 : Saikō no jinsei no mitsuke kata (最高の人生の見つけ方?) d'Isshin Inudō

## Distinctions

### Décorations
- 2006 : récipiendaire de la médaille au ruban pourpre
- 2010 : Personne de mérite culturel

### Récompenses
- 1962 : Japan Record Award
- 1963 : prix Blue Ribbon de la meilleure actrice pour son interprétation dans La Ville des coupoles[3]
- 1984 : Hōchi Film Award de la meilleure actrice pour ses interprétations dans Ohan et Tengoku no eki[4]
- 1985 : Japan Academy Prize de la meilleure actrice pour ses interprétations dans Ohan et Tengoku no eki[5]
- 1985 : prix Kinema Junpō de la meilleure actrice pour ses interprétations dans Ohan et Tengoku no eki[6]
- 1985 : prix du film Mainichi de la meilleure actrice pour ses interprétations dans Ohan et Tengoku no eki[7]
- 1985 : prix spécial pour l'ensemble de sa carrière au festival du film de Yokohama
- 1986 : prix Kinuyo Tanaka[8]
- 1988 : Nikkan Sports Film Award de la meilleure actrice pour son interprétation dans Hana no ran
- 1989 : Japan Academy Prize de la meilleure actrice pour ses interprétations dans La Grue et Hana no ran[9]
- 1995 : prix du film Mainichi de la meilleure actrice pour son interprétation dans Onna-zakari
- 2000 : Nikkan Sports Film Award de la meilleure actrice pour son interprétation dans Nagasaki burabura bushi
- 2001 : Japan Academy Prize de la meilleure actrice pour son interprétation dans Nagasaki burabura bushi[10]
- 2001 : prix Blue Ribbon de la meilleure actrice pour son interprétation dans Nagasaki burabura bushi
- 2006 : Japan Academy Prize de la meilleure actrice pour son interprétation dans Kita no zeronen[11]
- 2015 : prix Kan-Kikuchi

### Nominations
- Japan Academy Prize de la meilleure actrice :
  - en 1981 pour Dōran[12]
  - en 1986 pour Yumechiyo[13]
  - en 1988 pour L'Actrice[14]
  - en 1993 pour Gekashitsu et Tengoku no taizai[15]
  - en 1994 pour Yume no onna[16]
  - en 1995 pour Onna-zakari[17]
  - en 1999 pour Shigure no ki[18]
  - en 2002 pour Sennen no koi: Hikaru Genji monogatari[19]
  - en 2009 pour Kabei: Our Mother et pour Maboroshi no yamataikoku[20]
  - en 2011 pour Otōto[21]
  - en 2013 pour Kita no kanaria-tachi[22]
  - en 2015 pour Fushigi na misaki no monogatari[23]
  - en 2016 pour Nagasaki : Mémoires de mon fils[24]
  - en 2019 pour Kita no sakuramori[25]
  - en 2020 pour Saikō no jinsei no mitsuke kata[26]